# Жуков, Дмитрий Тихонович
Дмитрий Тихонович Жуков (08 ноября 1900, Хасавюрт, Хасавюртовский округ, Терская область — ?) — советский военачальник, полковник (1942), участник Гражданской, Советско-финляндской и Великой Отечественной войн.

## Биография
В июле 1918 года, в начале Гражданской войны, Жуков вступил в ряды Рабоче-крестьянской Красной армии и служил в 1-м Кавказском артиллерийском дивизионе 39-го Дербентского стрелкового полка и в 1-м Московском полку. В 1922 году окончил 12-е Владикавказские кавалерийские курсы, после чего служил в 61-м кавалерийском полку 1-й отдельной особой кавалерийской бригады им. И. В. Сталина. В 1934 году окончил кавалерийские курсы усовершенствования командного состава Рабоче-крестьянской Красной армии и был назначен начальником полковой школы 100-го кавалерийского полка 25-й кавалерийской дивизии. В 1937 году служил в 97-м кавалерийском полку этой же дивизии, а во время советско-финляндской войны командовал 14-м кавалерийским полком этой же дивизии.
В августе 1940 года он исполнял должность заместителя командира 5-го мотоциклетного полка 1-го механизированного корпуса, с которым в начале Великой Отечественной войны служил на Северо- Западном фронте.
В марте 1942 года он был назначен заместителем командира 25-й кавалерийской дивизии 2-й ударной армии Волховского фронта. В июне 1942 года стал заместителем командира 19-й гвардейской стрелковой дивизии и вместе с ней принимал участие в Синявинской наступательной операции. В январе 1943 Жуков был назначен временный командиром этой же 19-й гвардейской стрелковой дивизией.
После прохождения курсов в Высшей военной академии им. К. Е. Ворошилова, в мае 1944 года убыл на 1 -й Украинский фронт, а с 12 июня занимал должность заместителя командира 121-й гвардейской стрелковой дивизии 13-й армии. 15 июля 1944 года вместе с ней принимал участие в Львовско-Сандомирской наступательной операции и был ранен в лицо. В января 1945 года совместно с той же дивизией принимал участие в Висло-Одерской и Сандомирско-Силезской наступательных операциях. 28 января 1945 года он был назначен командиром 112-я стрелковой дивизии этой же армии. 4 июня 1945 года за успешное выполнение задачи в боях за Бреслау, дивизия была награждена орденом Кутузова II-й степени.
18 февраля 1947 года Жуков был уволен в запас.

## Награды[1]
- Орден Ленина
- 3 Ордена Красного Знамени
- Орден Богдана Хмельницкого II степени
- Медаль «За отвагу»